# رايدباك
رايدباك (باليابانية: ライドバック، بالروماجي: RaidoBakku) هي سلسلة مانغا يابانية من تأليف ورسم تيتسورو كاساهارا. نشرت من قبل شوغاكوكان في مجلة Monthly Ikki، منذ 25 أبريل عام 2003 حتى 25 أكتوبر عام 2008، تم تجمع فصول المانغا في 10 مجلداتتانكوبون، نشرت 28 مايو عام 2004 25فبراير 2009 أنتجت إلى مسلسل أنمي تلفزيوني من قبل استوديو مادهاوس، عرض في 11 يناير عام 2009 واستمر عرضه حتى 29 مارس عام 2009، وتكون من 12 حلقة.

## القصة
تدور أحداث القصة في عام 2025، حيث سيطرت منظمة تسمى GGP على العالم. رين أوغاتا هي راقصة باليه واعدة، لكنها تعرض لإصابة خطيرة أثناء الرقص وقرر الاستقالة. بعد سنوات في الكلية، عثرت في مبنى نادي على مركبة آلية تشبه الدراجة النارية تسمى رايدباك، وسرعان ما وجدت نفسها مفتونة بها، وجدت أن مهاراتها في الباليه جعلها ماهر بالفطرة في لعبة رايدباك.

## الشخصيات
رين أوغاتا (باليابانية: 尾形 琳، بالروماجي: Ogata Rin)
أداء صوتي: نانا ميزوكي
تامايو كاتاوكا (باليابانية: 片岡 珠代، بالروماجي: Kataoka Tamayo)
أداء صوتي: رومي باكو
تينشيرو أوكاكورا (باليابانية: 岡倉 天司郎، بالروماجي: Okakura Tenshirō)
أداء صوتي: ريكيا كوياما
هاروكي هيشيدا (باليابانية: 菱田 春樹، بالروماجي: Hishida Haruki)
أداء صوتي: يوجي أويدا
شوكو أويمورا (باليابانية: 上村 しょう子، بالروماجي: Uemura Shōko)
أداء صوتي: ميغومي تويوغوتشي
سوزوري أوتشيدا (باليابانية: 内田 すずり، بالروماجي: Uchida Suzuri)
أداء صوتي: ميغومي ماتسوموتو
رومانوف كالينباخ (باليابانية: ロマノフ・カレンバーク، بالروماجي: Romanofu Karenbāku)
أداء صوتي: شينيتشيرو ميكي
ميساو يوكوياما (باليابانية: 横山 みさを، بالروماجي: Yokoyama Misawo)
أداء صوتي: ريسا هاياميزو
كيفر (باليابانية: キーファ، بالروماجي: Kiifa)
أداء صوتي: توشيوكي موريكاوا
كينجي أوغانا (باليابانية: 尾形 堅司، بالروماجي: Ogata Kenji)
أداء صوتي: كازوما هوري
يوكي أوغاتا (باليابانية: 尾形 遊紀، بالروماجي: Ogata Yuki)
أداء صوتي: ميي سونوزاكي
ميغومي يوبا (باليابانية: 依田 恵، بالروماجي: Yoda Megumi)
أداء صوتي: ساناي كوباياشي
ريونوسوكي كاتاوكا (باليابانية: 片岡 龍之介، بالروماجي: Kataoka Ryūnosuke)
أداء صوتي: هيدينوبو كيوتشي

## وصلات خارجية
- مانغا رايدباك على موقع Monthly Ikki باللغة اليابانية
- رايدباك على موقع طوكيو إم إكس باللغة اليابانية
- رايدباك على موقع فنميشن
- رايدباك على موقع ANN manga (الإنجليزية)